# Atarba (Ischnothrix) ignithorax
Atarba (Ischnothrix) ignithorax is een tweevleugelige uit de familie steltmuggen (Limoniidae). De soort komt voor in het Neotropisch gebied.